# Gibside
Gibside es una finca en Derwent Valley, en el noreste de Inglaterra . Está entre Rowlands Gill, en Tyne and Wear, y Burnopfield, en el condado de Durham, y a unas pocas millas de Newcastle-upon-Tyne. Anteriormente fue propiedad de la familia Bowes-Lyon, y ahora es una propiedad del National Trust. De Gibside Hall, la casa principal de la finca, ahora solo queda sui estructura, aunque la propiedad es más famosa por su capilla. Las caballerizas, el jardín amurallado, la Columna de la Libertad y la Casa de Banquetes también están intactos.

## Historia
La familia Blakiston adquirió la propiedad por matrimonio alrededor de 1540. Sir William Blakiston (1562-1641) reemplazó la antigua casa con una espaciosa mansión entre 1603 y 1620. Tanto el escudo de armas Real, Rey James I de Inglaterra ) como el escudo de armas de Blakiston se ven sobre la entrada del antiguo Salón. La propiedad de Gibside pasó a manos de la familia Bowes en 1713; como resultado del matrimonio en 1693 de la bisnieta de Sir William, Elizabeth Blakiston, con Sir William Bowes (1657-1707) del castillo de Streatlam,ahora demolido.
Hasta 1722, la base del poder de los Bowes era su propia finca y casa en Streatlam Castle, condado de Durham. Sin embargo, después de esa fecha, la adquisición por matrimonio de la finca Blakiston de Gibside le dio a la familia Bowes una influencia aún mayor en el norte del condado y una participación en la inmensa riqueza que se adquiriría del comercio del carbón, ya que la finca Blakiston incluía algunas de las vetas de carbón más ricas del área.
En 1767, la nieta de Sir William Bowes, la "heredera de Bowes" Mary Eleanor Bowes, se casó con John Lyon, noveno conde de Strathmore y Kinghorne, quien cambió su apellido a Bowes debido a una disposición en el testamento de su padre que cualquier pretendiente tenía que tomar el apellido. Este fue un dispositivo para continuar el linaje Bowes en ausencia de un heredero varón.
Después de la disputa por la herencia dividida tras la muerte de John Bowes, 10.º Conde de Strathmore y Kinghorne, en 1820, perteneció a su hijo legitimado John Bowes hasta su muerte en 1885 (está enterrado en la capilla de Gibside ), cuando bajo la vinculación volvió a su primo el decimotercer conde de Strathmore y Kinghorne . Había sido la residencia principal de la madre de John Bowes, Mary Milner, por entonces condesa viuda de Strathmore, y su segundo marido, el político Sir William Hutt (que había sido tutor de John Bowes), y permaneció en su propiedad hasta su muerte. en 1882.

## adiciones delsigloXVIII

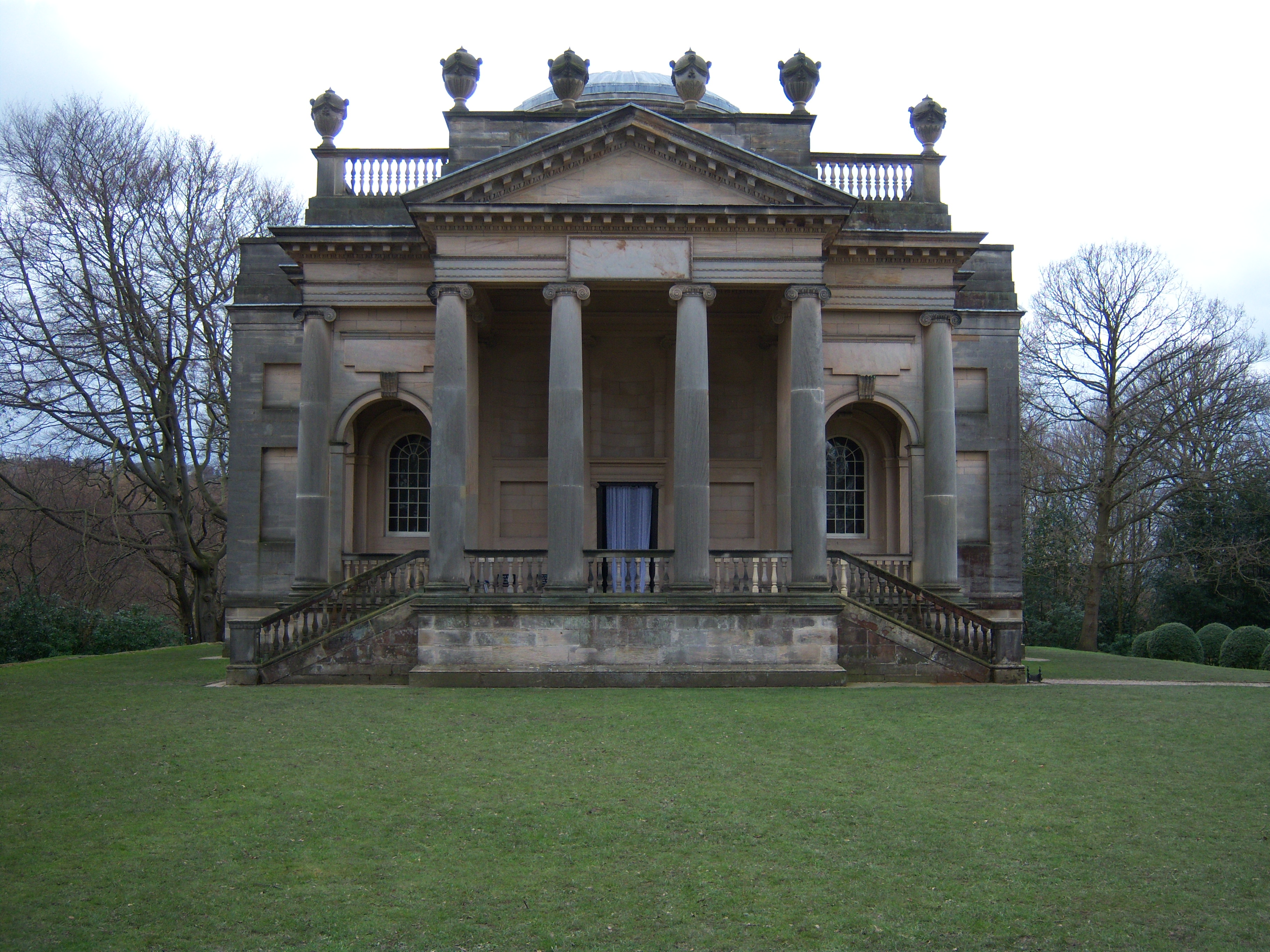
Capilla Gibside, al final de una larga avenida de árboles.

Las mejoras a Gibside llevadas a cabo por la familia Bowes-Lyon en el siglo XVIII y principios del XIX incluyeron paisajismo, la Capilla Gibside, construida entre 1760 y 1812, Banqueting House, una columna de Liberty, un establo sustancial, una avenida de robles y varios cien acres de bosque. El último piso de la casa principal fue remodelado como un parapeto gigante en 1805.
La capilla refleja las inclinaciones calvinistas de la familia, y aunque nominalmente anglicana, el interior está dominado por un enorme púlpito de "tres pisos" ubicado en el centro. Hay una casa para el ministro/capellán cerca. Algunos titulares del puesto no habrían podido vivir en una parroquia de la Iglesia de Inglaterra, debido a sus puntos de vista. Al destacado arquitecto palladiano James Paine se le atribuye la mayor parte del trabajo de las décadas de 1750 y 1760.
La Banqueting House se construyó en 1746 y es un ejemplo temprano de la arquitectura del Renacimiento gótico, de la forma temprana a menudo llamada "Gothick". Ahora ha sido restaurado y está disponible para que lo alquile Landmark Trust, que ahora es el propietario.

## Columna a la libertad británica

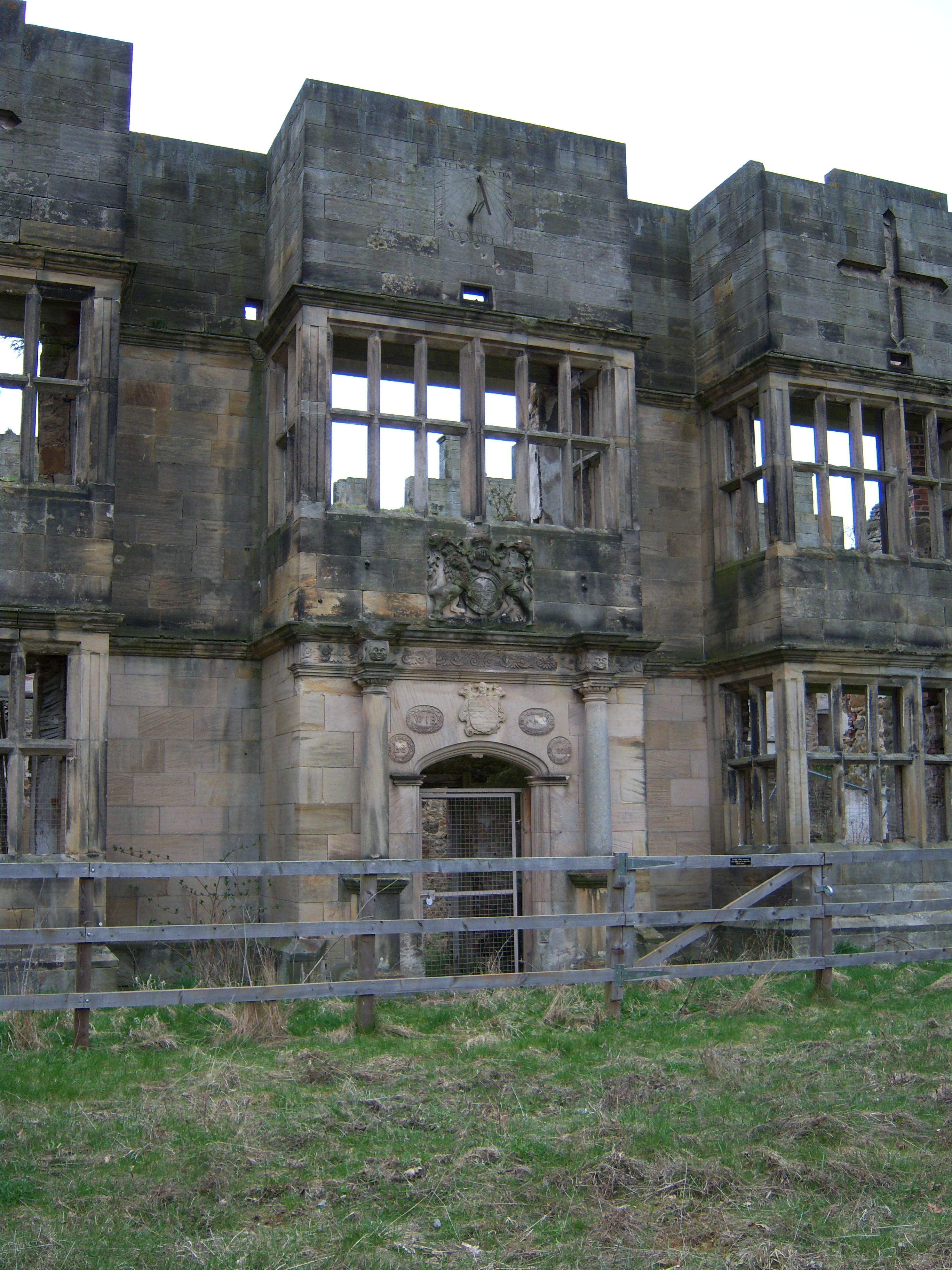
La entrada principal de la casa en 2010.

Un gran monumento, originalmente llamado la "Columna de la Libertad Británica", ahora solo la "Columna de la Libertad", fue iniciado en la década de 1750 por el enormemente rico Sir George Bowes, que refleja su política Whig . Ubicado en la cima de una loma empinada, el monumento en sí es una columna de orden dórico y está rematado por una figura femenina de bronce de pie, originalmente dorada, que lleva un gorro de la libertad en un poste.

## Historia posterior
La familia Bowes-Lyon tenía otras casas de campo importantes, el castillo de Glamis en Escocia y el castillo de Streatlam, en el condado de Durham, relativamente cerca de Gibside.
La casa quedó vacía en la década de 1920 después de que la familia Bowes-Lyon vendiera algunas de sus propiedades para pagar los derechos de sucesión. El edificio fue despojado de sus instalaciones y accesorios, y muchas de las chimeneas y otros elementos se transfirieron al castillo de Glamis.  Partes de la estructura fue demolidas en 1958, incluido el techo. Lo que queda está protegido por la categoría de edificio catalogado de Grado II* e incluido en el Registro de Patrimonio en Riesgo.
Partes del terreno fue designado Sitio de Especial Interés Científico, incluido un jardín forestal.
La capilla y Long Walk han sido propiedad del National Trust desde 1965, y 354 acres (1,4 km²)   de los terrenos fueron adquiridos en 1993. Banqueting House ha sido propiedad de Landmark Trust desde 1981, el edificio ha sido restaurado a partir de un caparazón abandonado. Los establos ahora albergan un centro de aprendizaje y descubrimiento.
Las niñas del Ejército de Tierra de Mujeres se alojaron en Gibside durante la Primera Guerra Mundial. 

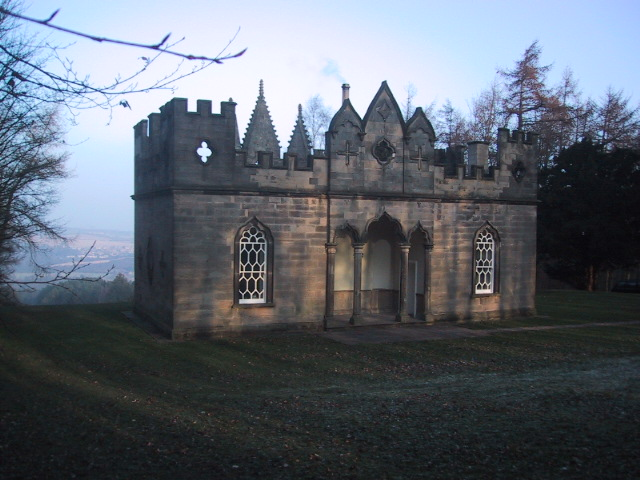
la casa de banquetes
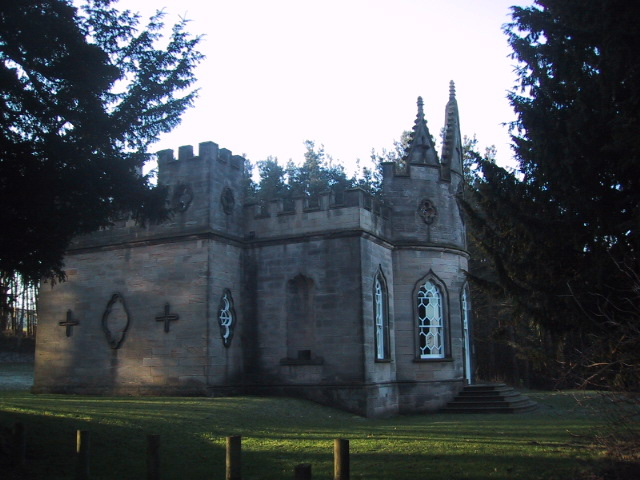
Otra vista
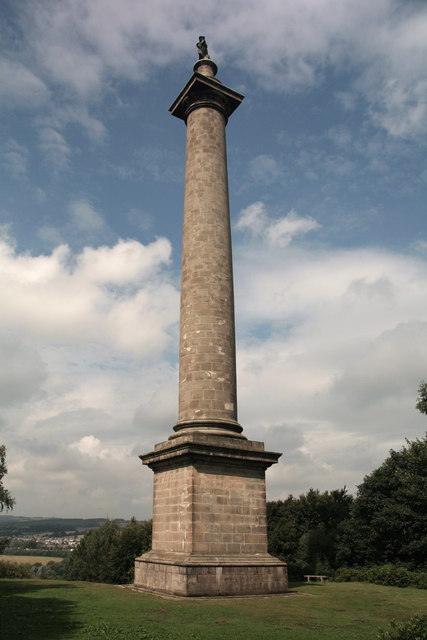
La columna a la libertad
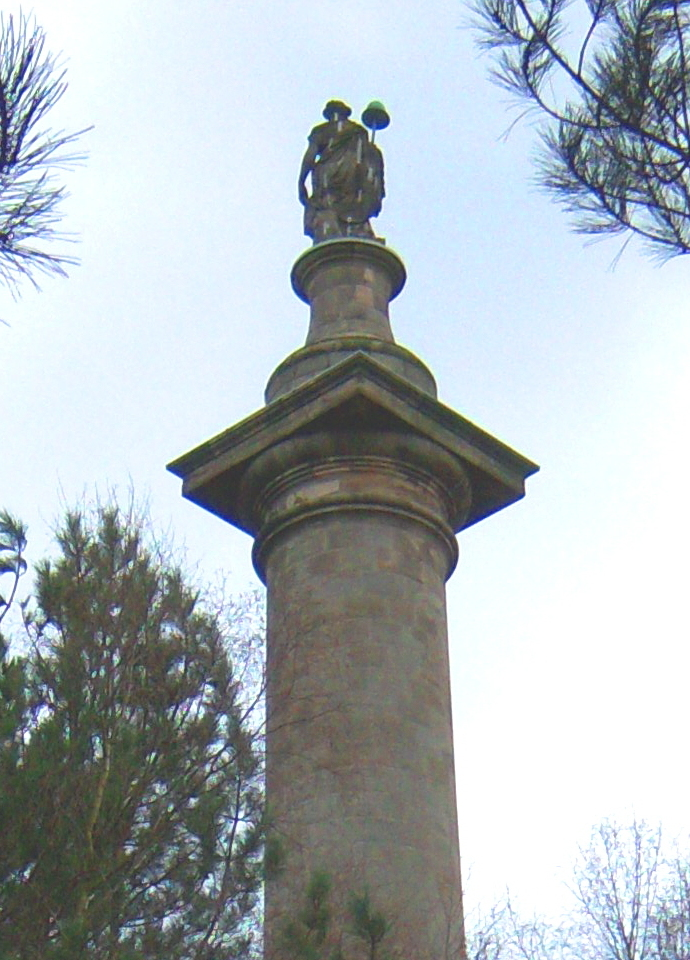
La parte superior de la columna, la figura vista desde atrás.
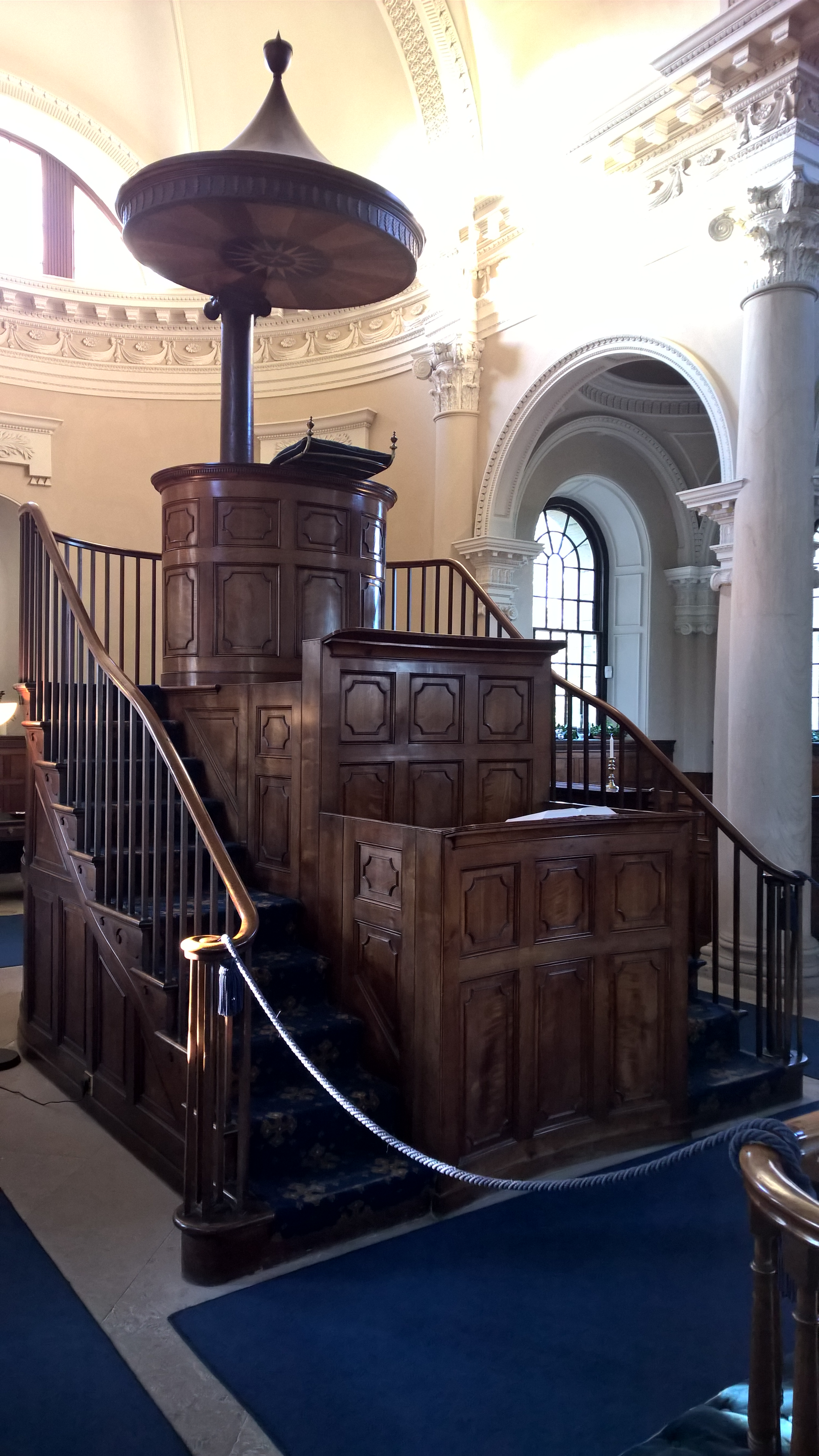
Púlpito de tres pisos ubicado en el centro de Gibside Chapel, una capilla privada en el borde calvinista del anglicanismo .
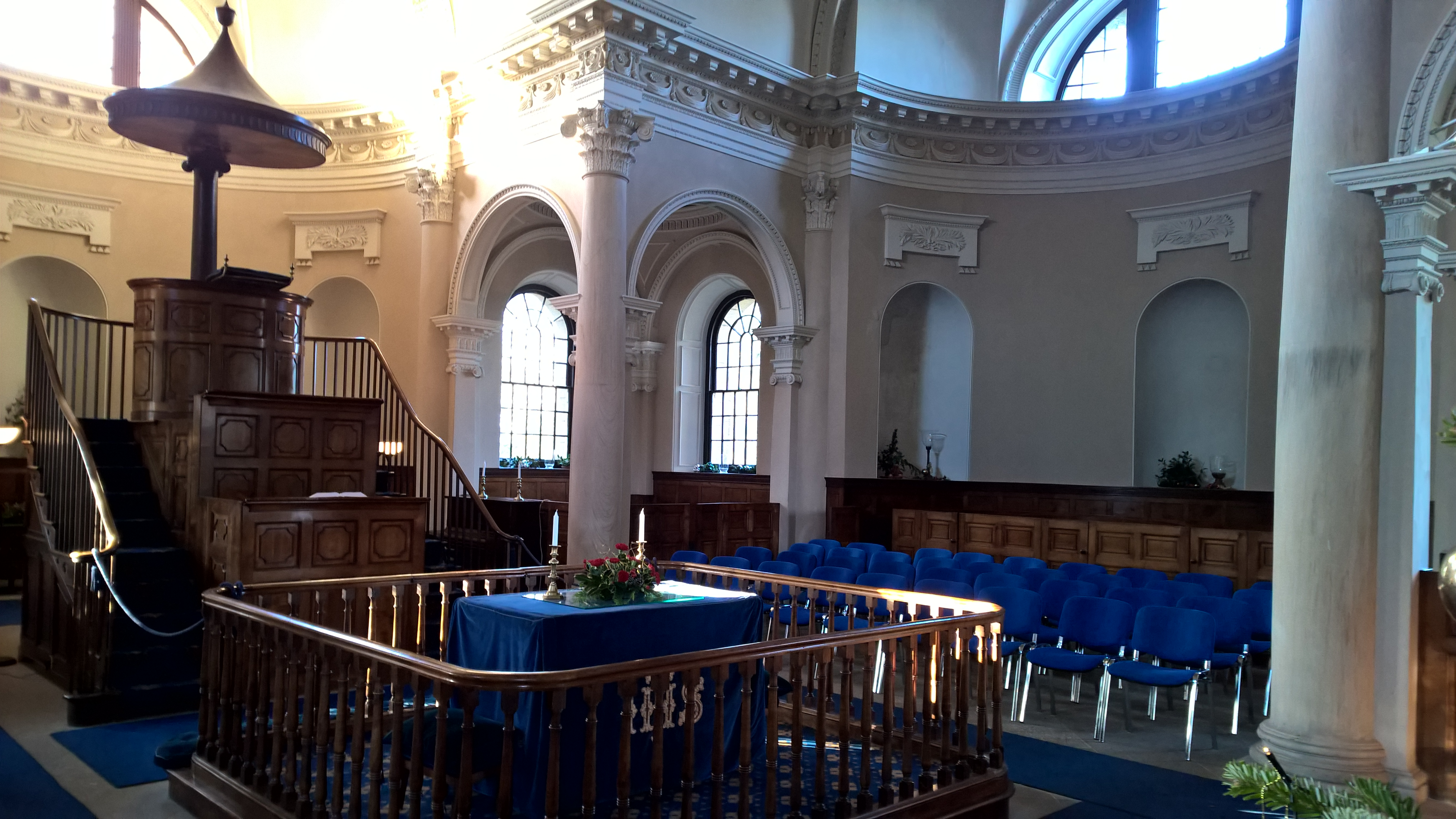
Interior de la Capilla
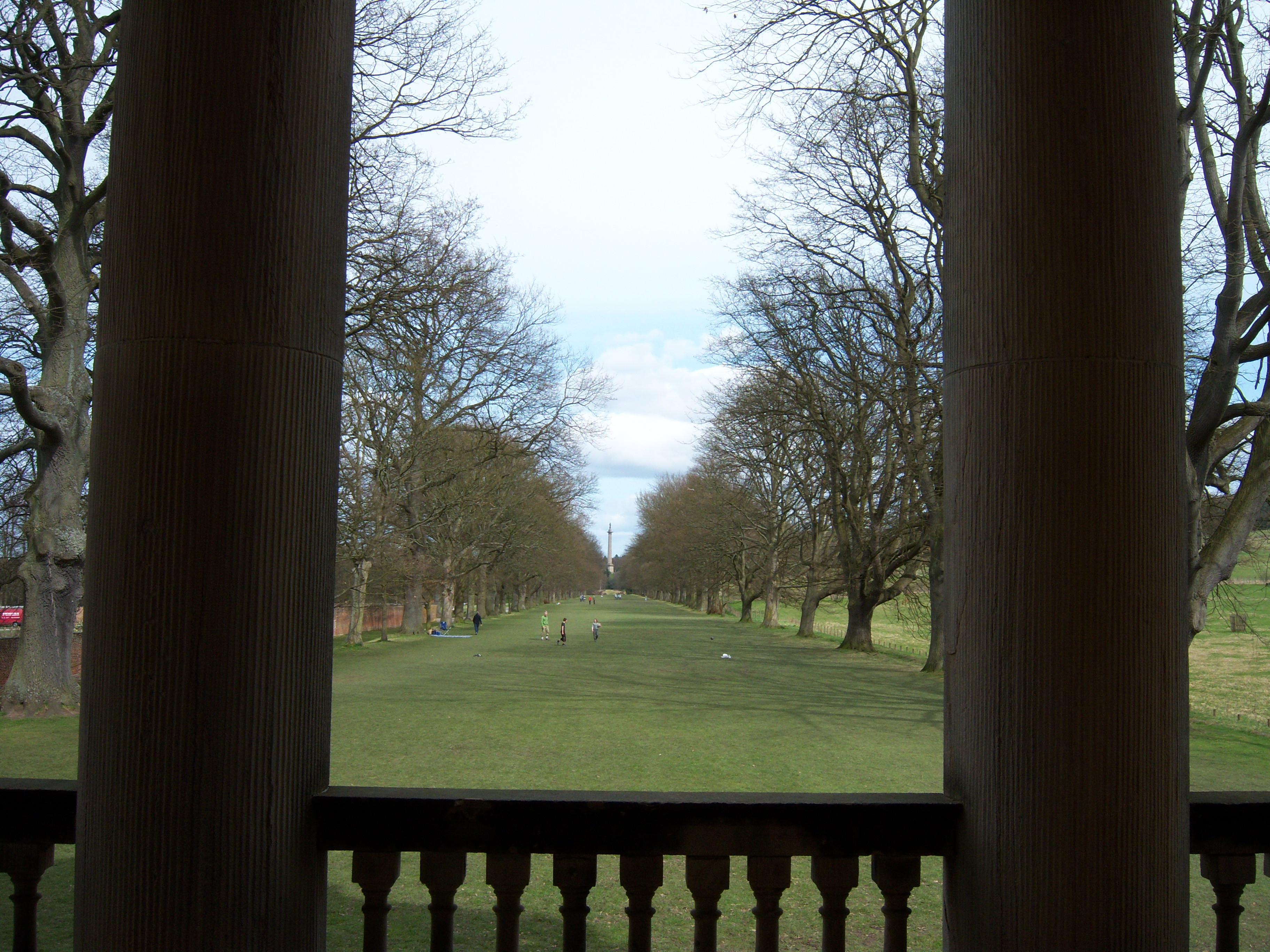
La Columna de la Libertad se puede ver desde el porche de la Capilla Gibside
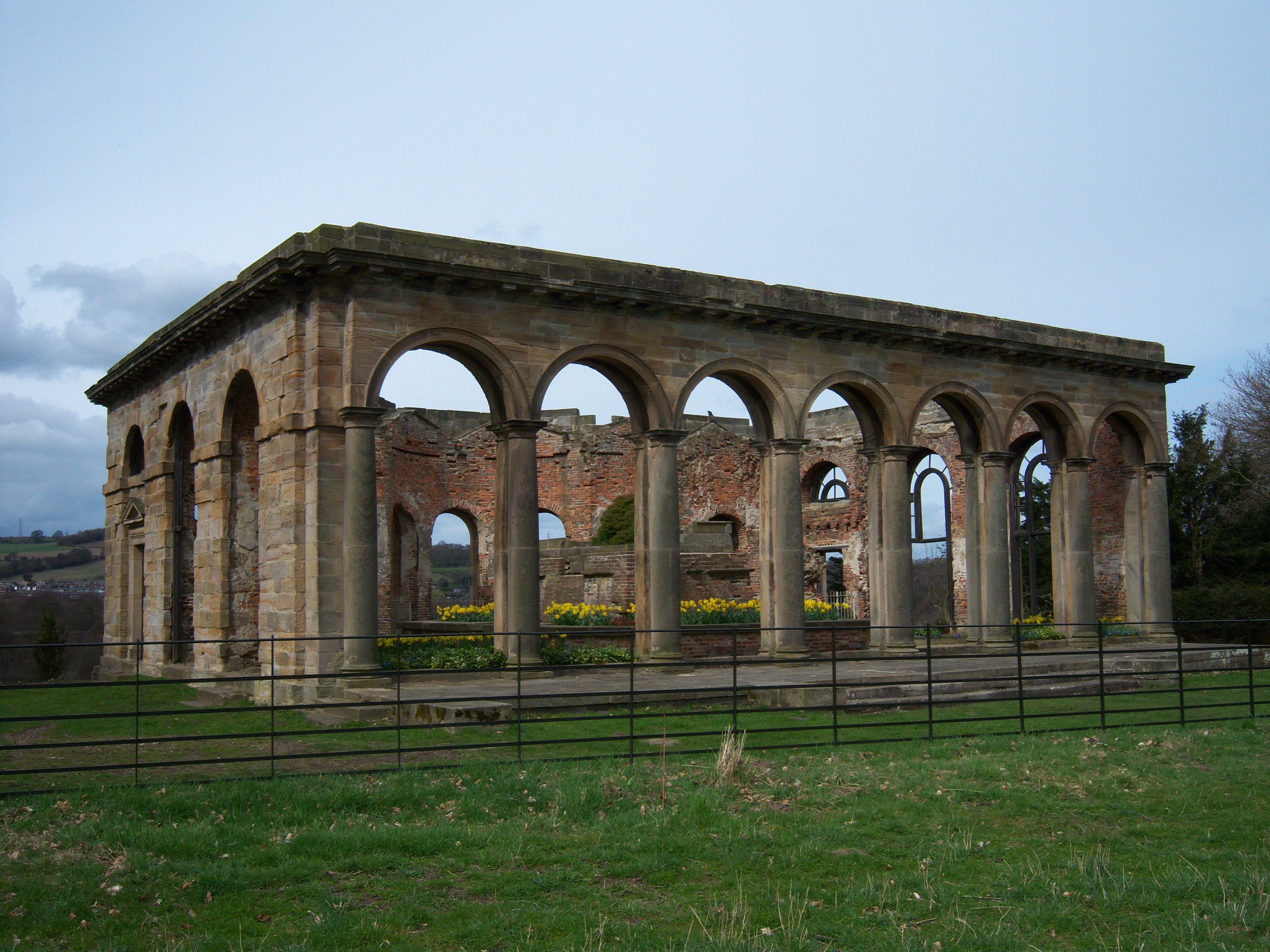
Concha de la Orangerie
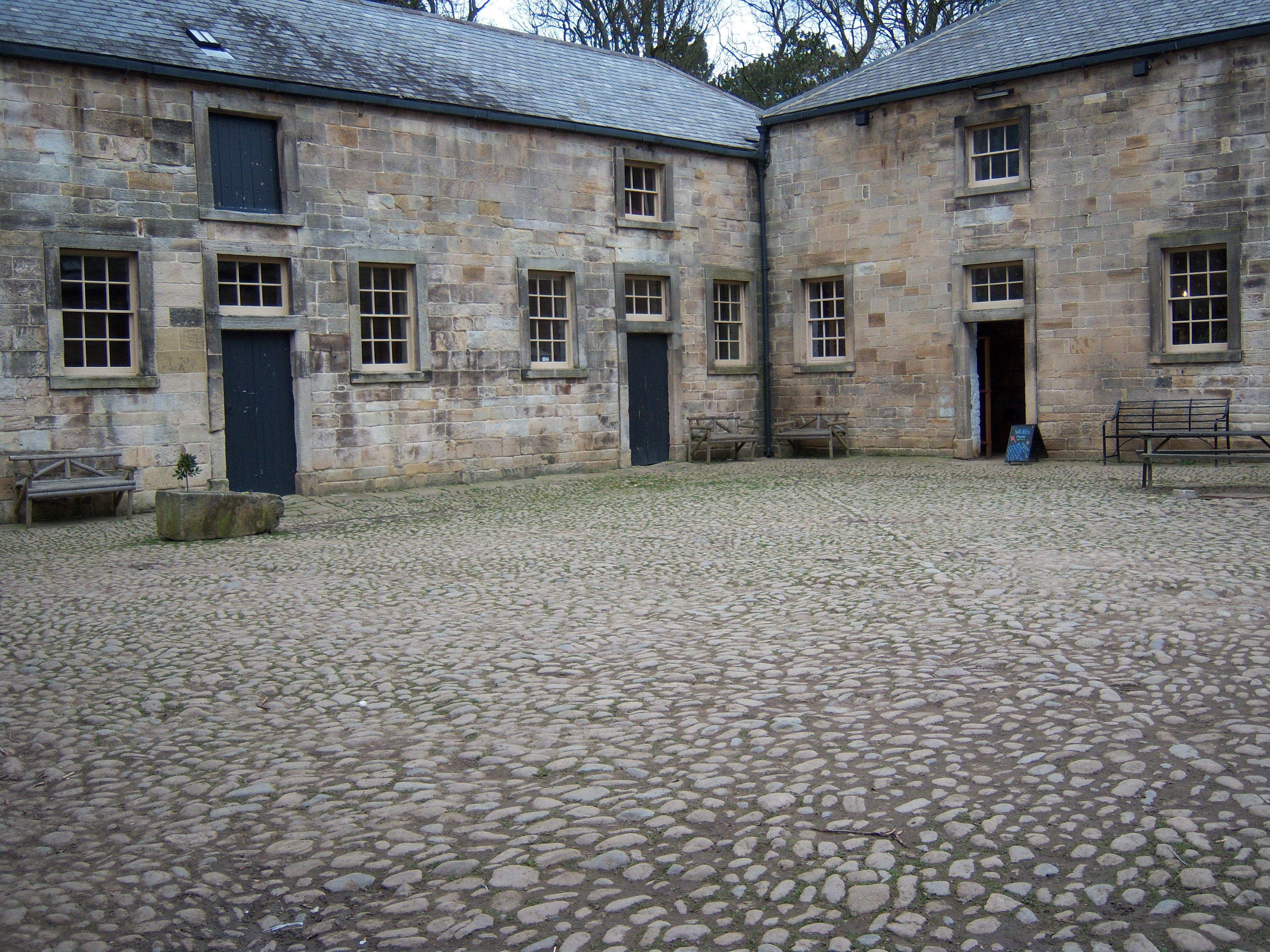
Los establos
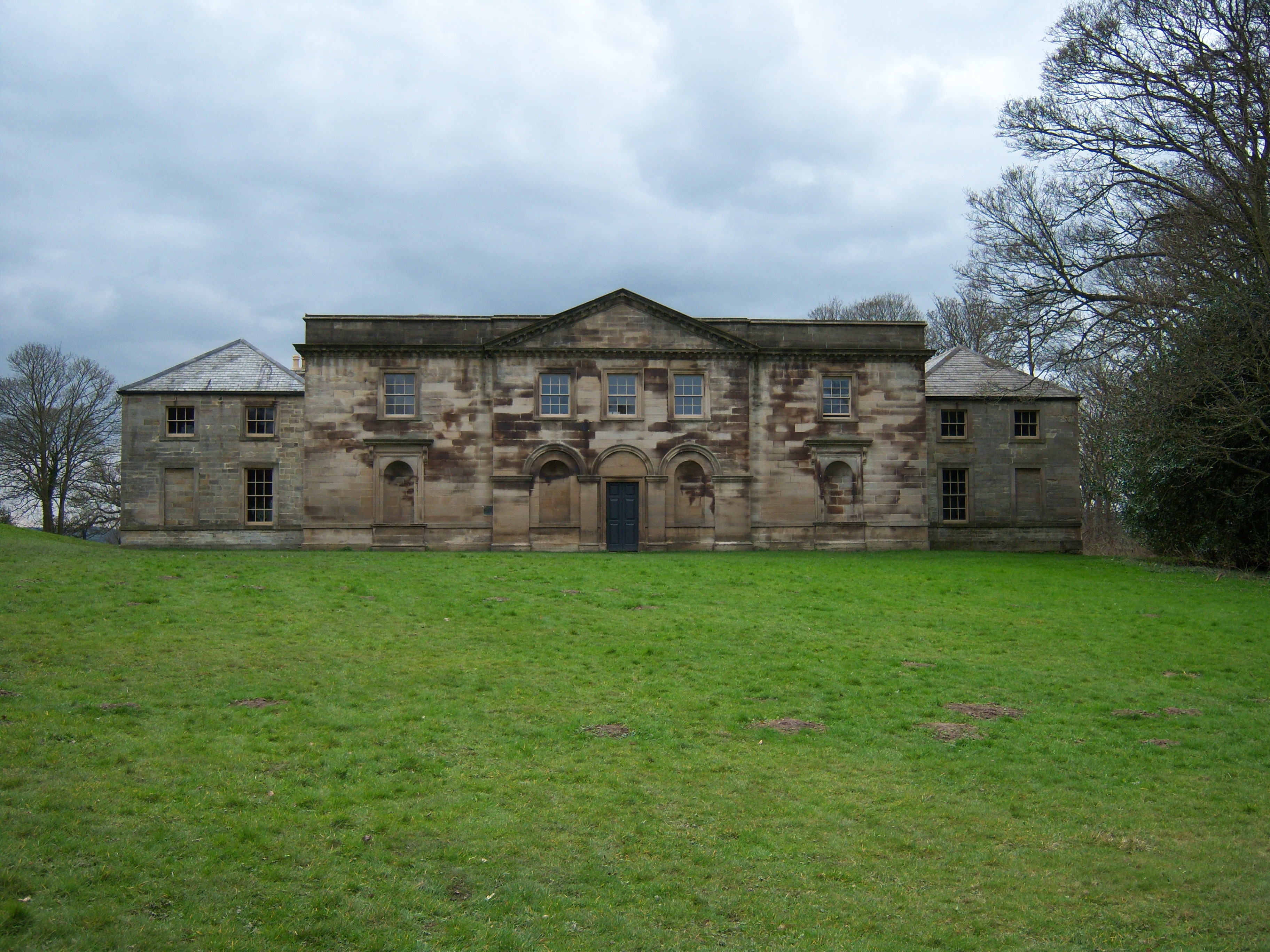
Lado del bloque Establo